# Seezungen
Seezungen (Soleidae, von lat. solea = Sandale) sind eine Familie der Plattfische (Pleuronectoideo), deren Vertreter sowohl im Meer als auch in Brack- und Süßwasser gefunden werden können, wo sie sich von Krustentieren und kleinen Wirbellosen ernähren. Zungen leben auf dem Boden von Gewässern. Die Familie umfasst 180 Arten in 32 Gattungen. Seezungen sind in allen Weltmeeren verbreitet, teilweise als hervorragende Speisefische bekannt und haben deshalb wirtschaftliche Bedeutung, wie die Seezunge (Solea solea).

## Merkmale
Seezungen erreichen Körperlängen von wenigen Zentimetern bis zu 70 Zentimetern. Kennzeichnend ist der flache, ovale Körper und die asymmetrische Anordnung der Augen, die bei den Seezungen stets auf der rechten Körperseite liegen. Die Rückenflosse beginnt über oder vor den Augen. Sie ist ohne Hartstrahlen. Rücken- und Afterflosse können mit der Schwanzflosse zusammengewachsen oder frei sein. Die Brustflossen sind nicht mit der Afterflosse zusammengewachsen. Bauchflossen können vorhanden sein oder fehlen. Der Rand des Vorkiemendeckels ist von Haut und Schuppen bedeckt. Sie laichen im freien Wasser, in dem sie ihre Eier treiben lassen.
Seezungen haben generell eine dunklere Körperoberseite als -unterseite und können die Farbe wechseln, um sich der Umgebung anzupassen. Fossilien deuten darauf hin, dass es Seezungen bereits im Eozän gab.

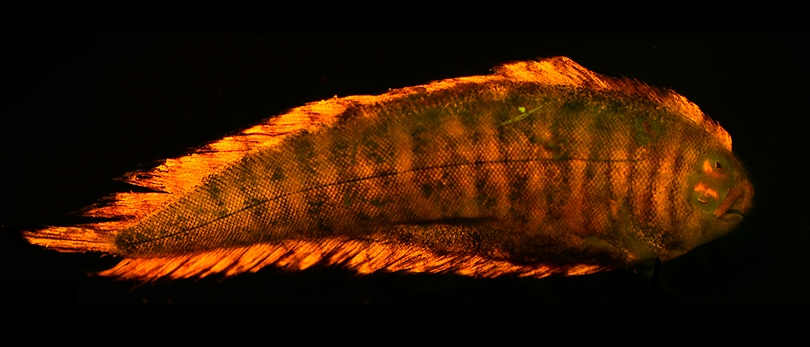
Biolumineszenz bei Soleichthys heterorhinos

Einigen Seezungenarten, z. B. Soleichthys heterorhinos konnte Biofluoreszenz nachgewiesen werden.

## Systematik
Fishbase zählt über 170 Arten in 32 Gattungen auf:
- Gattung Achiroides

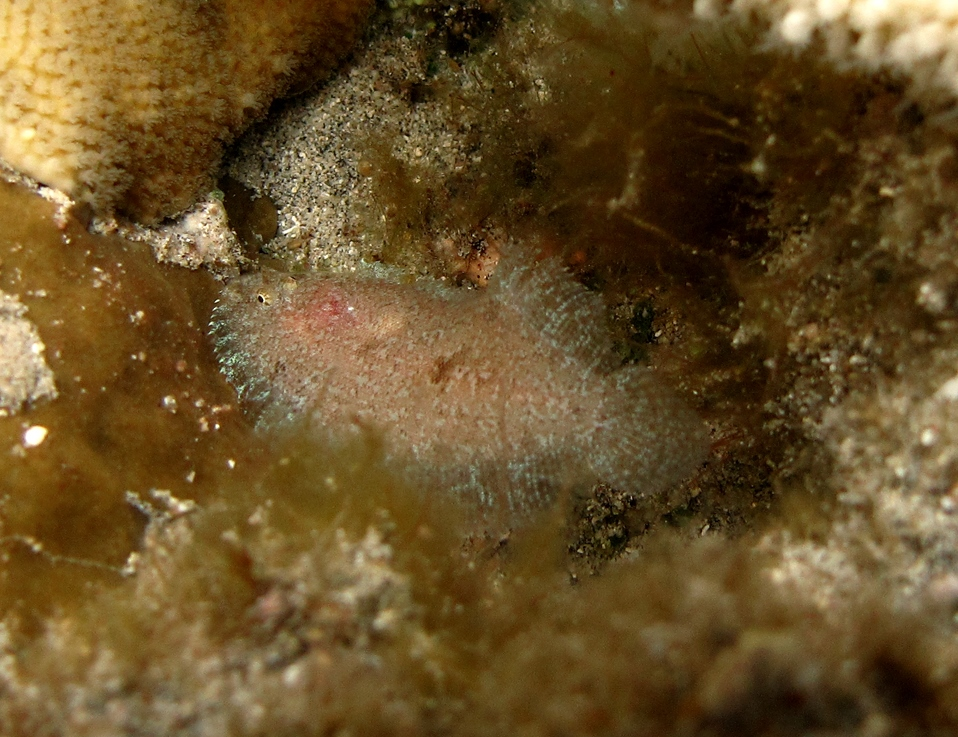
Aseraggodes diringeri

  - Achiroides leucorhynchos Bleeker, 1851.
  - Achiroides melanorhynchus (Bleeker, 1851).
- Gattung Aesopia
  - Aesopia cornuta Kaup, 1858.
- Gattung Aseraggodes
  - Aseraggodes andersoni Randall & Bogorodsky, 2013.
  - Aseraggodes bahamondei Randall & Meléndez, 1987.
  - Aseraggodes borehami Randall, 1996.
  - Aseraggodes cyaneus (Alcock, 1890).
  - Aseraggodes dubius Weber, 1913.
  - Aseraggodes filiger Weber, 1913.
  - Aseraggodes guttulatus Kaup, 1858.
  - Aseraggodes haackeanus (Steindachner, 1883).
  - Aseraggodes herrei Seale, 1940.
  - Aseraggodes holcomi Randall, 2002.
  - Aseraggodes kaianus (Günther, 1880).
  - Aseraggodes klunzingeri (Weber, 1907).
  - Aseraggodes kobensis (Steindachner, 1896).
  - Aseraggodes kruppi Randall & Bogorodsky, 2013.
  - Aseraggodes macleayanus (Ramsay, 1881).
  - Aseraggodes macronasus Randall & Bogorodsky, 2013.
  - Aseraggodes martine Randall & Bogorodsky, 2013.
  - Aseraggodes melanostictus (Peters, 1877).
  - Aseraggodes microlepidotus (Fowler, 1946).
  - Aseraggodes normani Chabanaud, 1930.
  - Aseraggodes ocellatus Weed, 1961.
  - Aseraggodes persimilis (Günther, 1909).
  - Aseraggodes ramsayi (Ogilby, 1889).
  - Aseraggodes sinusarabici Chabanaud, 1931.
  - Aseraggodes smithi Woods, 1966.
  - Aseraggodes texturatus Weber, 1913.
  - Aseraggodes therese Randall, 1996.
  - Aseraggodes whitakeri Woods, 1966.
- Gattung AustroglossusAustroglossus microlepis

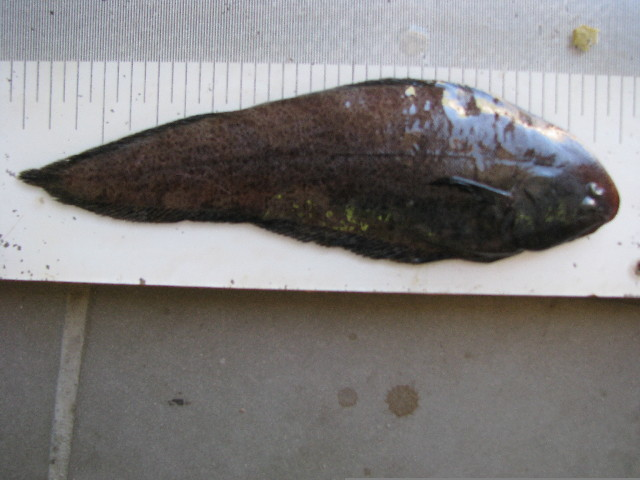
Austroglossus microlepis

  - Austroglossus microlepis (Bleeker, 1863).
  - Austroglossus pectoralis (Kaup, 1858).
- Gattung Bathysolea
  - Bathysolea lactea Roule, 1916.
  - Bathysolea lagarderae Quéro & Desoutter, 1990.
  - Bathysolea polli (Chabanaud, 1950).
  - Bathysolea profundicola (Vaillant, 1888).
- Gattung Brachirus[3]
  - Brachirus aenea (Smith, 1931).
  - Brachirus annularis Fowler, 1934.
  - Brachirus aspilos (Bleeker, 1852).
  - Brachirus harmandi (Sauvage, 1878).
  - Brachirus macrolepis (Bleeker, 1858).
  - Brachirus muelleri (Steindachner, 1879).
  - Brachirus orientalis (Bloch & Schneider, 1801).
  - Brachirus pan (Hamilton, 1822).
  - Brachirus panoides (Bleeker, 1851).
  - Brachirus sayaensis Voronina, 2019.
  - Brachirus siamensis (Sauvage, 1878).
  - Brachirus swinhonis (Steindachner, 1867).
- Gattung BuglossidiumBuglossidium luteum

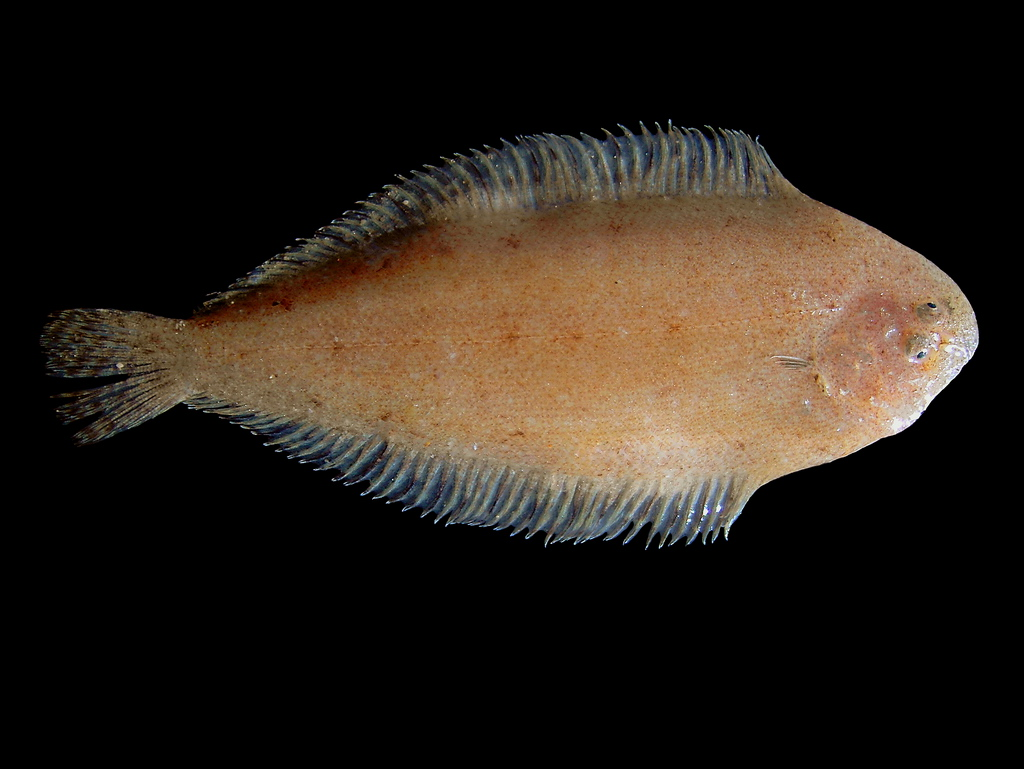
Buglossidium luteum

  - Zwergzunge (Buglossidium luteum) (Risso, 1810).
- Gattung Dagetichthys
  - Dagetichthys lakdoensis Stauch & Blanc, 1964.
- Gattung Dicologlossa
  - Bastardzunge (Dicologlossa cuneata) (Moreau, 1881).
  - Dicologlossa hexophthalma (Bennett, 1831).
- Gattung Heteromycteris
  - Heteromycteris capensis Kaup, 1858.
  - Heteromycteris hartzfeldii (Bleeker, 1853).
  - Heteromycteris matsubarai Ochiai, 1963.
  - Heteromycteris oculus (Alcock, 1889).
  - Heteromycteris proboscideus (Chabanaud, 1925).
- Gattung Liachirus
  - Liachirus melanospilos (Bleeker, 1854).
  - Liachirus whitleyi Chabanaud, 1950.
- Gattung MicrochirusMicrochirus ocellatus

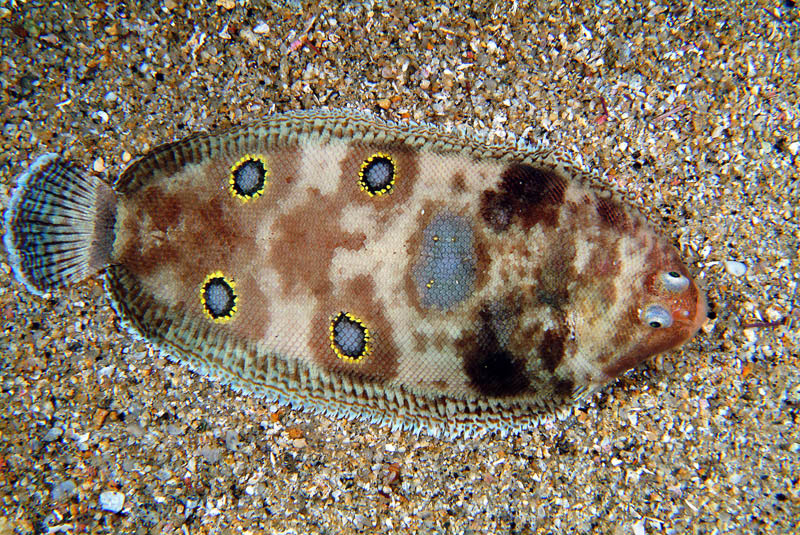
Microchirus ocellatus

  - Microchirus azevia (Brito Capello, 1867).
  - Microchirus boscanion (Chabanaud, 1926).
  - Microchirus frechkopi Chabanaud, 1952.
  - Microchirus ocellatus (Weed, 1961).
  - Microchirus theophila (Risso, 1810).
  - Streifenzunge (Microchirus variegatus) (Donovan, 1808).
  - Microchirus wittei Chabanaud, 1950.
- Gattung Monochirus
  - Monochirus hispidus Rafinesque, 1814.
  - Monochirus trichodactylus (Nardo, 1827).
- Gattung ParachirusPardachirus hedleyi

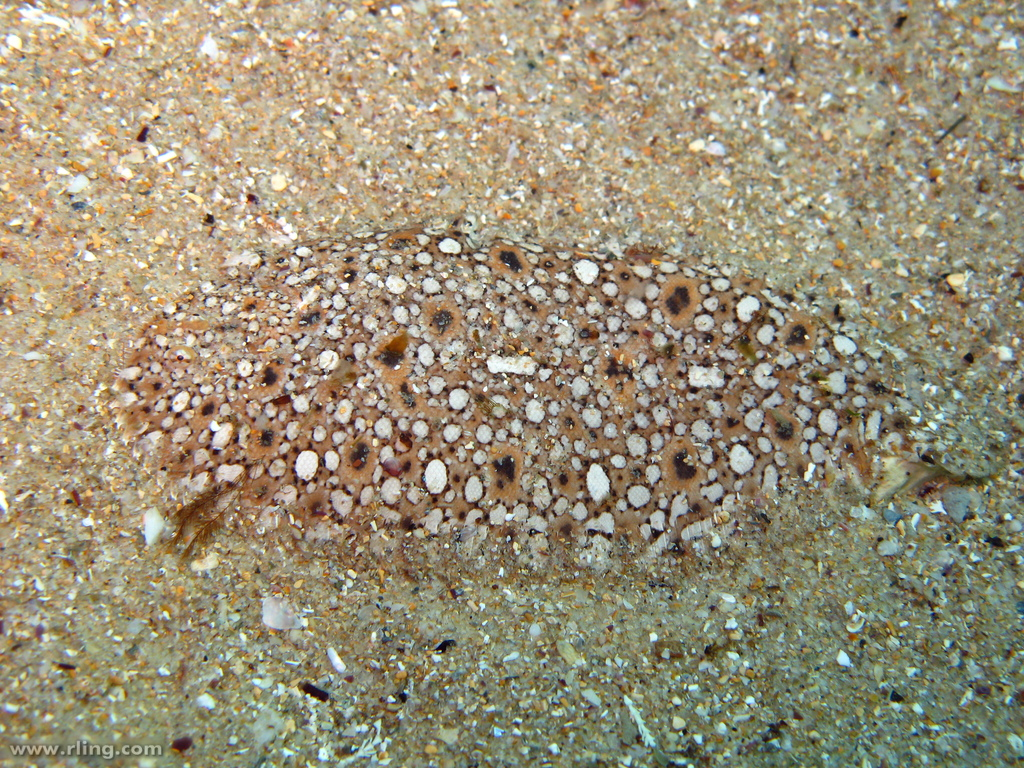
Pardachirus hedleyi

  - Parachirus diringeri Quéro, 1997.
  - Parachirus hedleyi Ogilby, 1916.
  - Parachirus xenicus Matsubara & Ochiai, 1963.
- Gattung Paradicula
  - Paradicula setifer (Paradice, 1927).
- Gattung PardachirusPardachirus morrowi

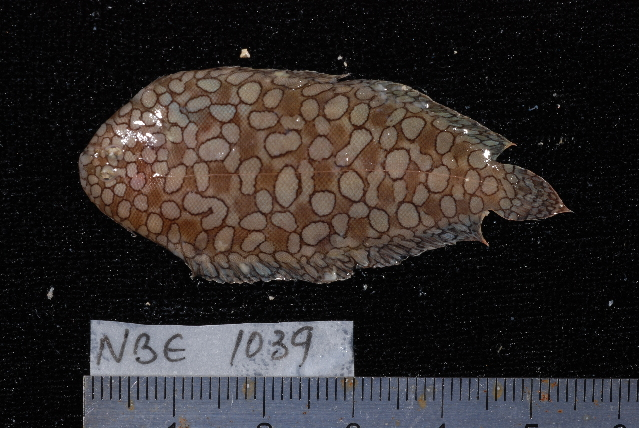
Pardachirus morrowi

  - Pardachirus balius Randall & Mee, 1994.
  - Pardachirus hedleyi Ogilby, 1916.
  - Pardachirus marmoratus (Lacépède, 1802).
  - Pardachirus morrowi (Chabanaud, 1954).
  - Pardachirus pavoninus (Lacépède, 1802).
  - Pardachirus poropterus (Bleeker, 1851).
- Gattung PegusaPegusa lascaris
  - Pegusa cadenati Chabanaud, 1954.
  - Pegusa impar (Bennett, 1831).

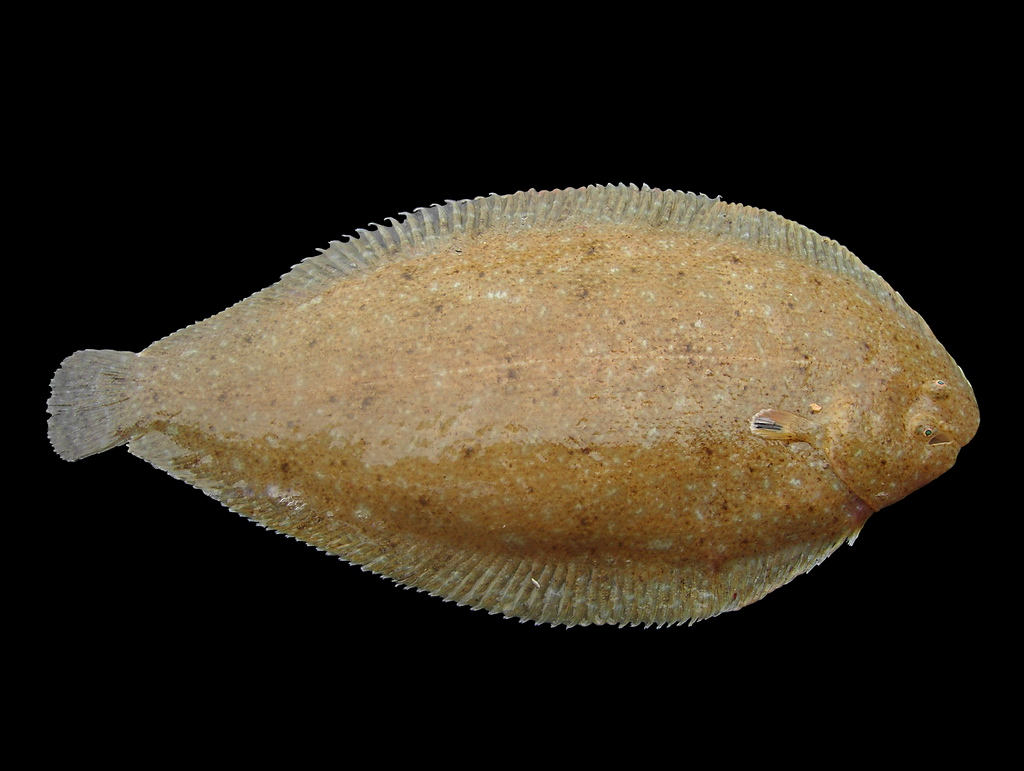
Pegusa lascaris

  - Sandzunge (Pegusa lascaris) (Risso, 1810).
  - Pegusa triophthalma (Bleeker, 1863).
- Gattung Phyllichthys
  - Phyllichthys punctatus McCulloch, 1916.
  - Phyllichthys sclerolepis (Macleay, 1878).
  - Phyllichthys sejunctus Whitley, 1935.
- Gattung PseudaesopiaPseudaesopia japonica

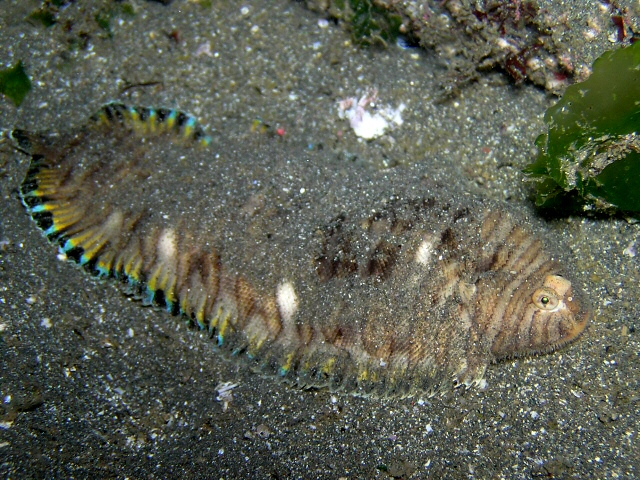
Pseudaesopia japonica

  - Pseudaesopia japonica (Bleeker, 1860).
- Gattung Rendahlia
  - Rendahlia jaubertensis (Rendahl, 1921).
- Gattung Rhinosolea
  - Rhinosolea microlepidota Fowler, 1946.
- Gattung Solea
  - Solea aegyptiaca Chabanaud, 1927.
  - Solea bleekeri Boulenger, 1898.
  - Solea capensis (Kaup, 1858).
  - Solea elongata Day, 1877.
  - Solea fulvomarginata Gilchrist, 1904.
  - Solea heinii Steindachner, 1903.
  - Solea humilis Cantor, 1849.
  - Solea ovata Richardson, 1846.
  - Solea senegalensis Kaup, 1858.
  - Seezunge (Solea solea) (Linnaeus, 1758).
  - Solea stanalandi Randall & McCarthy, 1989.
- Gattung SoleichthysSoleichthys heterorhinos

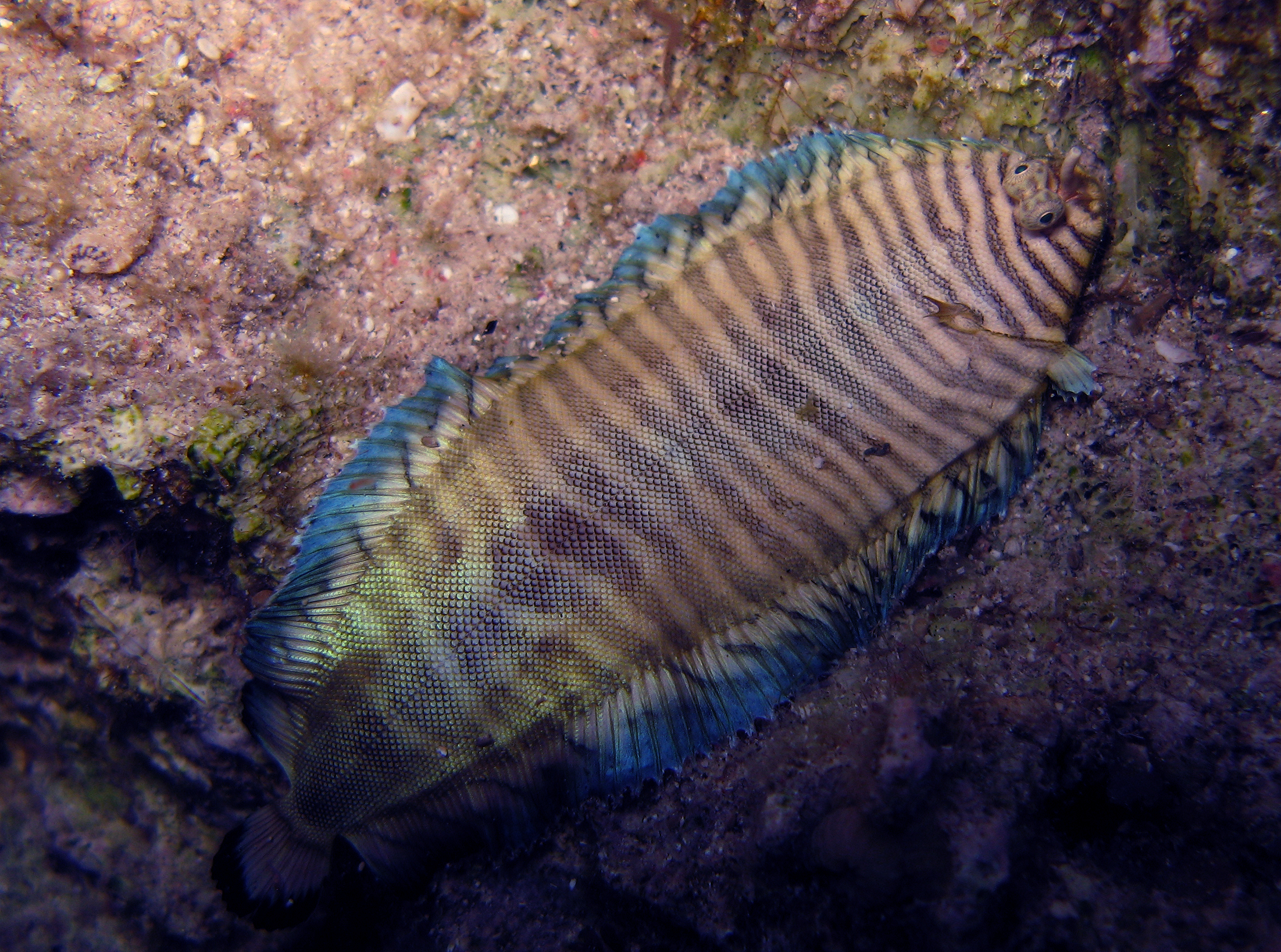
Soleichthys heterorhinos

  - Soleichthys heterorhinos (Bleeker, 1856).
  - Soleichthys maculosus Muchhala & Munroe, 2004.
  - Soleichthys microcephalus (Günther, 1862).
  - Soleichthys siammakuti Wongratana, 1975.
  - Soleichthys tubifera (Peters, 1876).
- Gattung Strabozebrias
  - Strabozebrias cancellatus (McCulloch, 1916).
- Gattung Synaptura
  - Synaptura albomaculata Kaup, 1858.
  - Synaptura cadenati (Chabanaud, 1954).
  - Synaptura commersonnii (Lacépède, 1802).
  - Synaptura lusitanica lusitanica Brito Capello, 1868.
  - Synaptura lusitanica nigromaculata Pellegrin, 1905.
  - Synaptura marginata Boulenger, 1900.
  - Synaptura megalepidoura (Fowler, 1934).
  - Synaptura nigra Macleay, 1880.
  - Synaptura salinarum (Ogilby, 1910).
  - Synaptura selheimi Macleay, 1882.
  - Synaptura villosa Weber, 1907.
- Gattung Synapturichthys
  - Synapturichthys kleinii (Risso, 1827).
- Gattung Typhlachirus
  - Typhlachirus caecus Hardenberg, 1931.
  - Typhlachirus elongatus Pellegrin & Chevey 1940.
  - Typhlachirus lipophthalmus (Chabanaud 1948).
- Gattung Vanstraelenia
  - Vanstraelenia chirophthalma (Regan, 1915).
- Gattung ZebriasZebrias zebra

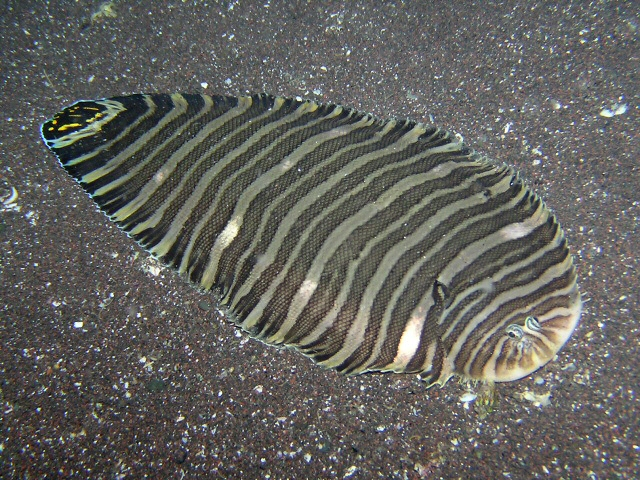
Zebrias zebra

  - Zebrias altipinnis (Alcock, 1890).
  - Zebrias annandalei Talwar & Chakrapany, 1967.
  - Zebrias captivus Randall, 1995.
  - Zebrias craticula (McCulloch, 1916).
  - Zebrias crossolepis Zheng & Chang, 1965.
  - Zebrias fasciatus (Basilewsky, 1855).
  - Zebrias japonica (Bleeker, 1860).
  - Zebrias keralensis Joglekar, 1976.
  - Zebrias lucapensis Seigel & Adamson, 1985.
  - Zebrias maculosus Oommen, 1977.
  - Zebrias munroi (Whitley, 1966).
  - Zebrias penescalaris Gomon, 1987.
  - Zebrias quagga (Kaup, 1858).
  - Zebrias regani (Gilchrist, 1906).
  - Zebrias scalaris Gomon, 1987.
  - Zebrias synapturoides (Jenkins, 1910).
  - Zebrias zebra (Bloch, 1787).
  - Zebrias zebrinus (Temminck & Schlegel, 1846).